# Gilbert Roseau
Pour les articles homonymes, voir Roseau.
Gilbert Roseau, né le 1er août 1942 à Cherchell (Algérie), est un homme politique français.

## Détail des fonctions et des mandats
Mandat parlementaire
- 1er juin 1997 - 18 juin 2002 : Député de la 1re circonscription de l'Hérault

Mandats locaux
- Conseiller municipal de Montpellier de 1977 à 1983 puis de 2001 à 2006
- Adjoint au maire de Montpellier de 1983 à 2001
- Conseiller général du canton de Montpellier-6 de 1988 à 2001

## Famille
Il est le cousin du militant de la cause des rapatriés, Jacques Roseau, assassiné en 1993.

## Distinctions
- Chevalier de la Légion d'honneur (2015)[2]
- Chevalier de l'ordre national du Mérite (1993)